# U-552號潛艇
U-552號潛艇是納粹德國海軍所屬的VIIC型U艇，在二戰期間服役。這艘潛艇於1939年12月1日在漢堡的布洛姆&福斯造船廠鋪設龍骨（船廠編號528），1940年9月14日下水，並於同年12月4日正式服役。U-552的綽號是紅色惡魔（德文: Roter Teufel），因為她的司令塔上畫著一個咧嘴笑的惡魔作為吉祥物。這艘船是VIIC型中表現較突出的潛艇之一，服役超過三年，總共擊沉或重創了35艘盟軍船艦，總噸數為164,276容積總噸沉沒，1,190噸及26,910容積總噸遭到損壞。她還參與了21次狼群戰術行動。

## 設計概述
VIIC型潛艇是前一代VIIB型的加長版。U-552水面航行時，排水量769噸；潛入水中時，則871噸。她總長67.1米（壓力艙長50.5米），船寬6.2米，高度9.6米，吃水4.74米。她裝配了兩具克虜伯F46型四衝程六缸增壓柴油引擎驅動，輸出功率約2,800到3,200匹馬力供水面航行用；潛航時則使用兩具布朗GG UB 720/8型雙動電動發電機，輸出750匹馬力。她配有兩根軸，每軸各兩顆1.23公尺螺旋槳。此外，本艦最大潛航深度為230公尺。
最大水面航速為17.7節，水下7.6節；潛航時續航距離約80海里（速度4節），水面航行則可達8,500海里（10節巡航速度）。武裝包含五具533公釐魚雷發射管（四前一後），14枚魚雷、一門88毫米SK C/35型艦炮（220發）、一門2厘米 30/38年式高射炮。標準乘員人數為44–60人。

## 服役歷史

### 熟悉環境
U-552號於1940年12月4日建造完畢，隨後接受了兩個月的訓練。在此期間，她順便為「離開本土」做足準備。隨後，她於2月13日從基爾啟航前往黑爾戈蘭，進行首次偵查，並於數日後 (18日)抵達那裡。後來等到隔年 (1941年3月中旬)，才又被轉移到剛佔領的法國港口聖納澤爾
。

### 參與狼群
U-552號參與21次狼群行動，以下是她參與的行動代號：
- 勃蘭登堡（1941年9月15日－26日）
- 突擊隊（1941年10月30日－11月4日）
- 施特特貝克（1941年11月15日－19日）
- 貝內克（1941年11月19日－22日）
- 齊德利茨（1941年12月27日－1942年1月6日）
- 齊騰（1942年1月6日－19日）
- 恩德拉斯（1942年6月12日－17日）
- 狼群（1942年7月13日－30日）
- 海盜（1942年7月30日－8月3日）
- 施泰因布林克（1942年8月3日－4日）
- 山雀（1943年4月11日－27日）
- 星星（1943年4月27日－5月4日）
- 雀鷹（1943年5月4日－6日）
- 納布（1943年5月12日－15日）
- 多瑙河2（1943年5月15日－19日）
- 摩澤爾（1943年5月19日－24日）
- 齊格弗里德（1943年10月22日－27日）
- 齊格弗里德2（1943年10月27日－30日）
- 雅恩（1943年10月30日－11月2日）
- 鐵必制3（1943年11月2日－8日）
- 鋼鐵意志5（1943年11月9日－15日）

### 戰功紀錄

#### 1941年
| 日期     | 艦名           | 國籍     | 噸位   | 類型   | 結局 |
| -------- | -------------- | -------- | ------ | ------ | ---- |
| 3月1日   | 凱迪拉克號     | 英国     | 12,062 | 液貨船 | 沉沒 |
| 3月10日  | 雷克雅堡號     | 冰島     | 687    | 漁船   | 沉沒 |
| 4月27日  | 霍頓指揮官號   | 英国     | 227    | 漁船   | 沉沒 |
| 4月27日  | 燈塔莊園號     | 英国     | 10,119 | 貨船   | 沉沒 |
| 4月28日  | 卡帕萊特號     | 英国     | 8,190  | 液貨船 | 擊中 |
| 5月1日   | 納瑞莎號       | 英国     | 5,583  | 貨船   | 沉沒 |
| 6月10日  | 安德比號       | 英国     | 4,860  | 貨船   | 沉沒 |
| 6月12日  | 中國王子號     | 英国     | 8,593  | 貨船   | 沉沒 |
| 6月18日  | 諾福克號       | 英国     | 10,948 | 貨船   | 沉沒 |
| 8月23日  | 紡錘號         | 挪威     | 2,129  | 貨船   | 沉沒 |
| 9月20日  | T.J.威廉姆斯號 | 英国     | 8,212  | 液貨船 | 沉沒 |
| 9月20日  | 粉色之星號     | 巴拿马   | 4,150  | 貨船   | 沉沒 |
| 9月20日  | 巴貝羅號       | 挪威     | 6,325  | 液貨船 | 沉沒 |
| 10月30日 | 魯本詹姆斯號   | 美國海軍 | 1,190  | 驅逐艦 | 沉沒 |

#### 1942年
| 日期    | 艦名               | 國籍         | 噸位  | 類型   | 結局 |
| ------- | ------------------ | ------------ | ----- | ------ | ---- |
| 1月15日 | 黛羅斯號           | 英国         | 4,113 | 貨船   | 沉沒 |
| 1月18日 | 法蘭西絲·薩爾曼號  | 美国         | 2,609 | 貨船   | 沉沒 |
| 1月20日 | 麻呂號             | 希腊         | 3,838 | 貨船   | 沉沒 |
| 3月25日 | 奧卡納號           | 荷蘭         | 6,256 | 液貨船 | 沉沒 |
| 4月3日  | 戴維·H· 阿特沃特號 | 美国         | 2,438 | 貨船   | 沉沒 |
| 4月4日  | 拜倫·D·本森號      | 美国         | 7,953 | 貨船   | 沉沒 |
| 4月7日  | 不列顛榮光號       | 英国         | 7,138 | 液貨船 | 沉沒 |
| 4月7日  | 蘭辛號             | 挪威         | 7,866 | 貨船   | 沉沒 |
| 4月9日  | 阿特拉斯號         | 美国         | 7,137 | 液貨船 | 沉沒 |
| 4月10日 | 塔毛利帕斯號       | 美国         | 6,943 | 液貨船 | 沉沒 |
| 6月15日 | 牛津市號           | 英国         | 2,759 | 貨船   | 沉沒 |
| 6月15日 | 埃特里布號         | 英国         | 1,943 | 貨船   | 沉沒 |
| 6月15日 | 佩拉約號           | 英国         | 1,346 | 貨船   | 沉沒 |
| 6月15日 | 斯萊姆達爾號       | 英國皇家海軍 | 7,374 | 液貨船 | 沉沒 |
| 6月15日 | 瑟索號             | 英国         | 2,436 | 貨船   | 沉沒 |
| 7月25日 | 不列顛勳號         | 英国         | 8,093 | 液貨船 | 擊中 |
| 7月25日 | 布魯姆帕克號       | 英国         | 5,136 | 貨船   | 沉沒 |
| 8月3日  | 洛沙特林號         | 英国         | 9,419 | 貨船   | 沉沒 |
| 9月19日 | 阿盧埃特號         | 英國皇家海軍 | 520   | 漁船   | 沉沒 |
| 12月3日 | 沃爾森德號         | 英国         | 3,157 | 貨船   | 沉沒 |

### 自家鑿沉
隨著時間推移，U-552戰績逐漸不佳，就像其他U艇一樣，其也未能跟上盟軍反潛力量迅速增長的數量和能力。於是她被轉移到西班牙、葡萄牙和非洲海岸附近行動，這些地方距離港口更近，而且美國新重組的防禦系統也尚未遍及於此。姑且還算是安全的。然而，隨著戰術的進化，即使在1942年9月開始的巡邏中，擊沉了一艘小型海軍拖網漁船與貨船。可是在火炬行動期間，她未能進入直布羅陀海峽，也未能對登陸行動造成嚴重威脅，僅只是幾次嘗試擊沉運兵船。對戰局也是於事無補。
1943年，U-552潛艇在對抗準備充分、組織嚴密的盟軍護航系統時，其作戰能力逐漸下降。這項結果，反映在其當年的兩次北大西洋巡邏中，未擊沉任何一艘艦船。其中一次，U -552號在巡洋的過程中，居然被英國皇家空軍 B-24「解放者」轟炸機發現，並被他的深水炸彈嚴重創傷，於是只能歸港維修。這一修就是四個月。
1944年，剛修好的她，回去海上巡邏。由於她在這次巡邏中，無法接近或威脅任何盟軍護航隊。因此於當年4月，就接到命令早早撤回德國，所以她這一年只進行一次巡邏。歸國的她，用作第二十二潛隊的訓練船，直到她於1945年2月退役。1945年5月5日，為防止其被俘獲，她在威廉港自沉。

## 後世創作
2025年6月20日，碧藍航線於日版官方推特公告其即將上線於遊戲中。

### 備註
1. 1 2  軍艦用排水量，商船用容積總噸。

### 引用
1. 1 2  Gröner 1991，第43-46頁.
2. ↑  Helgason, Guðmundur. . German U-boats of WWII - uboat.net.   [15 May 2010].
3. ↑  Helgason, Guðmundur. . German U-boats of WWII - uboat.net.   [30 January 2014].
4. ↑  Helgason, Guðmundur. . German U-boats of WWII - uboat.net.   [30 January 2014].
5. ↑  Danger UXB p. 68
6. ↑  @azurlane_staff. . Twitter. アズールレーン公式.   [2025-06-23].

### 書目
- Bridgland, Tony, Waves of Hate:Naval atrocities in the Second World War (2002) ISBN 0-85052-822-4
- Browning, Robert M. Jr. U.S. Merchant Vessel War Casualties of World War II. Annapolis, MD: Naval Institute Press, 1995. ISBN 1-55750-087-8.
- Busch, Rainer; Röll, Hans-Joachim. . 由Brooks, Geoffrey翻译. London, Annapolis, Md: Greenhill Books, Naval Institute Press. 1999. ISBN 1-55750-186-6.
- Busch, Rainer; Röll, Hans-Joachim.  [German U-boat losses from September 1939 to May 1945]. Der U-Boot-Krieg IV. Hamburg; Berlin; Bonn: Mittler. 1999. ISBN 3-8132-0514-2 （德语）.
- Edwards, Bernard. . Cassell Military Classics. 1996: 75, 77, 81, 85. ISBN 0-304-35203-9.
- Gröner, Erich; Jung, Dieter; Maass, Martin.  2. 由Thomas, Keith; Magowan, Rachel翻译. London: Conway Maritime Press. 1991. ISBN 0-85177-593-4.
- Sharpe, Peter. . Great Britain: Midland Publishing. 1998. ISBN 1-85780-072-9.
- Owen, James. . Little, Brown. 2010. ISBN 978-1-4087-0255-0.

## 外部連結
- Helgason, Guðmundur. . German U-boats of WWII - uboat.net.   [28 December 2014].
- Hofmann, Markus. . Deutsche U-Boote 1935-1945 - u-boot-archiv.de.   [28 December 2014] （德语）.
- Submarine atrocities